# Adolf Carl Raitz von Frentz
Adolf Carl Freiherr Raitz von Frentz (* 10. März 1797 in Listringhausen; † 4. Januar 1867 in Mainz) war ein preußischer Verwaltungsbeamter und zweiter Landrat des Kreises Bergheim (Erft).

## Leben
Der katholische Adolf Carl Freiherr Raitz von Frentz entstammte dem Kölner Adelsgeschlecht Raitz von Frentz, das zum deutschen Uradel zählt, und war ein Sohn des kurkölnischen Kämmerers Franz Freiherr Raitz von Frentz und dessen Ehefrau Maria, geborene Freiin von Nagel zur Gaul. Nachdem er zunächst Kriegsfreiwilliger war, wurde er 1817 Sekonde-Lieutenant der Landwehr, wo er jedoch 1822 aus gesundheitlichen Gründen seinen Abschied nehmen musste. Im Anschluss übernahm er nach dem Tod seines Vaters die Verwaltung des Familiengutes. Später wurde er Kreisdeputierter, wann genau ist nicht bekannt. Nach dem Tod des Vorgängerlandrats Franz Beissel von Gymnich wurde er im Juni 1837 vertretungsweise mit der Verwaltung des Landratsamtes in Bergheim betraut. Nach einer erfolgreichen Präsentationswahl am 9. November 1838 wurde er mittels Allerhöchster Kabinettsorder (AKO) am 10. Juli 1839 zum definitiven Landrat des Kreises Bergheim bestallt. Seinen Abschied auf eigenen Antrag vom 31. August 1864 mit Dimissoriale vom 15. Oktober 1864 nahm er zum 1. Januar 1865.
Nachdem der gewählte nassauische Landtagsabgeordnete Hans Carl von Zwierlein mit dem Pairsschub von 1831 zum auf Lebenszeit ernannten Mitglied (gemäß Edikt vom 29. Oktober 1831) ernannt worden war, wurde Raitz von Frentz in einer Nachwahl in die Erste Kammer der Landstände des Herzogtums Nassau gewählt und blieb dort bis 1845	Abgeordneter, wobei er auf den Landtagen 1835, 1839 und 1841 nicht anwesend war.

## Familie
Adolf Raitz von Frentz heiratete am 25. Mai 1824 auf Schloss Schlenderhan Amalie Gräfin von Bissingen-Nippenburg (* 5. Mai 1804 in Wasseralfingen; † 18. Januar 1848 in Schlenderhan), Tochter des K.k. österreichischen und königlich württembergischen Kämmerers und Majors der K.K. Armee Ernst Graf von Bissingen und Nippenburg und dessen Ehefrau Elisabeth, geborene Freiin von Deuring aus dem Haus Wasser-Alfingen.